# Distonemurus desertus
Distonemurus desertus är en insektsart som beskrevs av Krivokhatsky 1992. Distonemurus desertus ingår i släktet Distonemurus och familjen myrlejonsländor. Inga underarter finns listade i Catalogue of Life.